# Vanmanenia
Vanmanenia es un género de peces de la familia Balitoridae en el orden de los Cypriniformes.

## Especies
Las especies de este género son:
- Vanmanenia caldwelli (Nichols, 1925)
- Vanmanenia caobangensis Nguyen, 2005
- Vanmanenia crassicauda Kottelat, 2000
- Vanmanenia gymnetrus Chen, 1980
- Vanmanenia hainanensis Chen & Zheng, 1980
- Vanmanenia homalocephala Zhang & Zhao, 2000
- Vanmanenia lineata (Fang, 1935)
- Vanmanenia maculata
- Vanmanenia microlepis Nguyen, 2005
- Vanmanenia monofasciodorsala Nguyen, 2005
- Vanmanenia multiloba (Mai, 1978)
- Vanmanenia nahangensis Nguyen, 2005
- Vanmanenia pingchowensis (Fang, 1935)
- Vanmanenia polylepis
- Vanmanenia serrilineata Kottelat, 2000
- Vanmanenia stenosoma (Boulenger, 1901)
- Vanmanenia striata Chen, 1980
- Vanmanenia tetraloba (Mai, 1978)
- Vanmanenia trifasciodorsala Nguyen, 2005
- Vanmanenia ventrosquamata (Mai, 1978)
- Vanmanenia xinyiensis Zheng & Chen, 1980